# Mrzli Vrh, Žiri
Mrzli Vrh je naselje v Občini Žiri.